# Canoinhas
Canoinhas este un oraș în Santa Catarina (SC), Brazilia.